# Nikolaïevka (oblast d'Oulianovsk)
Nikolaïevka (Никола́евка) est une commune urbaine de Russie de type bourg ouvrier dans l'oblast d'Oulianovsk. C'est le siège administratif du raïon (arrondissement) de Nikolaïevka qui regroupe en plus de la municipalité urbaine de Nikolaïevka (neuf villages en plus de Nikolaïevka) huit conseils ruraux. Il comptait 5 697 habitants en 2021.

## Géographie
Nikolaïevka se trouve dans la partie méridionale de l'oblast d'Oulianovsk à 198 km au sud-ouest d'Oulianovsk, sur la rive gauche de la rivière Kanadeïka.
La gare ferroviaire de Klioutchiki se trouve dans la commune, sur la ligne Penza-Syzran.

## Histoire

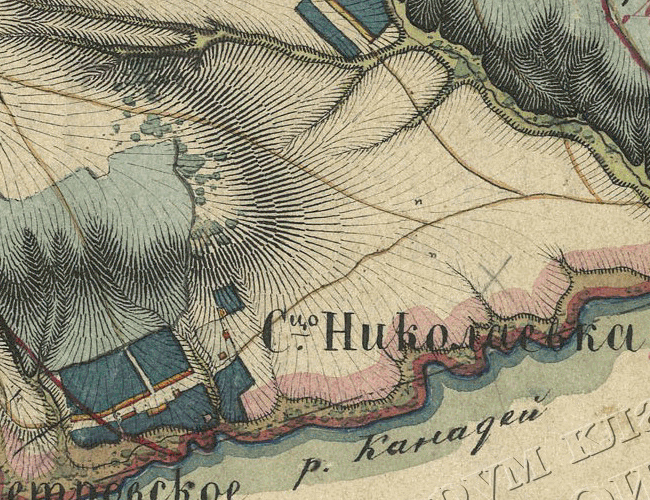
Le village de Nikolaïevka sur une carte du gouvernement de Simbirsk en 1861.

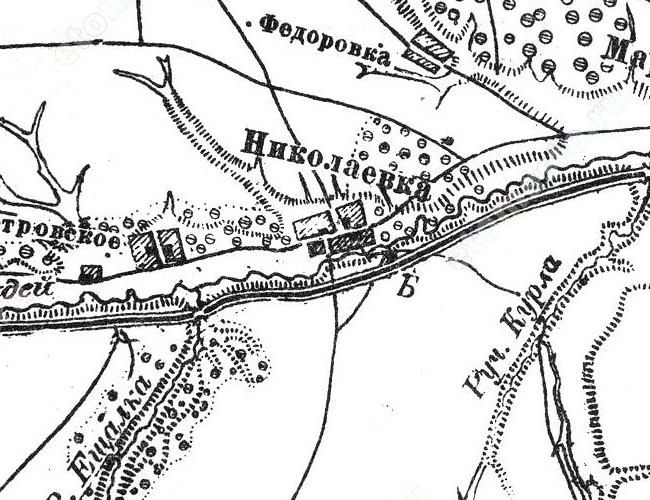
Le village de Nikolaïevka sur une carte de Schubert de 1870-1919.

Le 27 septembre 1839, le capitaine Nikolaï Alexandrovitch Nassakine (1795-1859) achète à la comtesse Ekaterina Petrovna Tolstoï son domaine près du village de Ponika avec 158 paysans de sexe masculin; c'est sur ces terres qu'apparaissent les premières maisons de ce qui allait devenir Nikolaïevka, nommé ansi d'après le nom de baptême du nouveau propriétaire. En 1842, les registres paroissiaux de Ponika mentionnent pour la première fois des paroissiens venus de Nikolaïevka. La plupart des paysans proviennent de Ponika (les Samoïlov, Makhaline, Loguinov, Touchanov, Matveïev, Malechine, etc.) et d'autres de Ryzleï (les Roussakov, Tchourakov, Denissov, etc.) ou d'Elchanka, de Komarovka, de Samaïkino, et de Vyazovka et d'autres villages où le capitaine Nassakine avait des paysans.
En 1859, Nikolaïevka qui se trouve sur la route de Karsoun et Kouznetsk entre dans l'ouïezd de Syzran du gouvernement de Simbirsk. Il se trouve alors 58 foyers pour 325 habitants. Un marché y est en activité,. En 1868, le village comprend 478 habitants. En 1884, il y a 594 habitants et le village fait partie de la volost d'Elchanka.
En 1874, l'arrivée du chemin de fer provoque la fusion de Nikolaïevka avec le village de Klioutchiki (où se trouve la gare). Lorsque le chemin de fer de Syzran-Vyazma est lancé en 1893, Nikolaïevka prend de l'importance. Une école de zemtsvo y ouvre en 1893. En 1897, Nikolaïevka (qui fait partie de la volost de Nikoulino) comprend 694 habitants et en 1900, 731 habitants (366 hommes et 365 femmes). L'église Saint-Nicolas est construite au début du XXe siècle.
En 1913, le village atteint 930 habitants, une église, une école, un marché les dimanches avec une foire le 6 décembre et le 9 mai, un moulin à vapeur et un haras appartenant à Piotr Veniaminovitch Nassakine (1871-1919).
En 1924, Nikolaïevka devient le siège de la volost du même nom. Il dispose en 1925-1926 d'un comité exécutif de volost, d'un soviet rural, d'une école de premier degré, d'une izba-salle de lecture, d'un tribunal populaire et d'un marché le dimanche. Le village atteint le millier d'habitants en 1926; il est relié au téléphone. La collectivisation des terres commence ici en 1928, il y avait deux artels et une coopérative de machines agricoles. Le village devient le siège administratif du raïon de Nikolaïevka en 1928. En 1930, il compte 891 habitants.
En 2005, Nikolaïevka devient le siège de la commune urbaine éponyme.

## Économie
Les principaux secteurs de l'économie sont la transformation des produits agricoles, la transformation du bois, l'industrie du bois, ainsi que l'agriculture et le commerce.

## Population
- 1970: 4590 habitants
- 1989: 6434 habitants
- 2002: 6476 habitants
- 2010: 6389 habitants
- 2020: 5787 habitants
- 2021: 5697 habitants

## Infrastructures

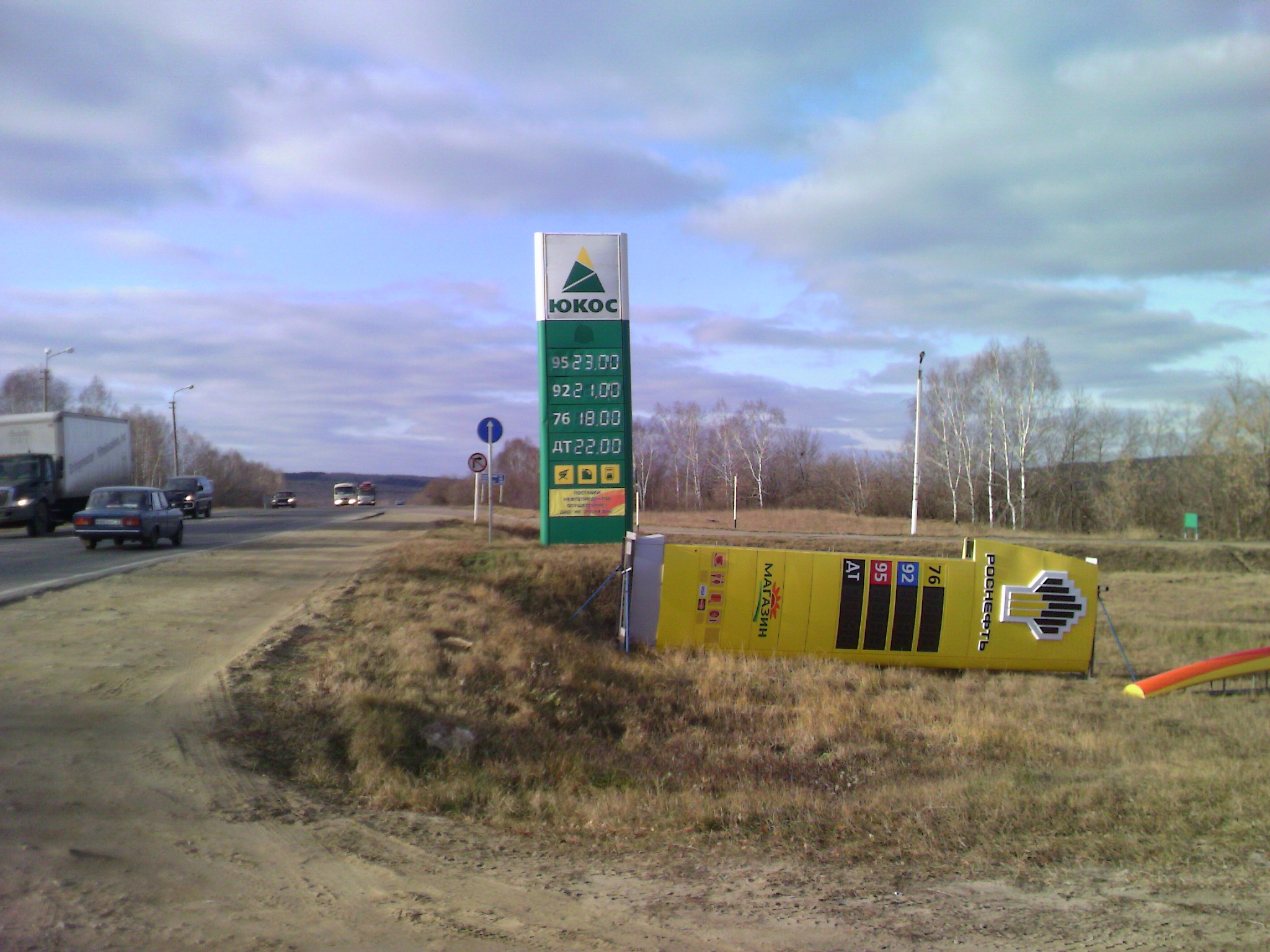
La route près de Nikolaïevka.

Nikolaïevka dispose d'un lycée technique de technologie.
En 2000, il y a une maison de la culture, un théâtre populaire, un cinéma, une maison de création pour élèves, une bibliothèque d'arrondissement, une école secondaire. Le quartier de Klioutchiki possède une école, une école de musique, une station de jeunes techniciens, et l'église orthodoxe Saint-Nicolas, un hôpital d'arrondissement, une polyclinique, une clinique d'accouchement, une centre d'épidémiologie, une station d'élevage. Un petit aérodrome sert pour les exploitations agricoles.
La commune urbaine est desservie par la route fédérale M5 qui passe dans sud de la localité.

## Lieux à visiter
- Église Saint-Nicolas, dépendant de l'éparchie de Barych.
- Statue de Lénine[8].
- Monument aux morts de la Grande Guerre patriotique (1980) représentant une tête de soldat casqué sculpté par Anatoli Kliouïev[8],[17].
- Obélisque dédié aux soldats morts en Afghanistan et en Tchétchénie (2010).

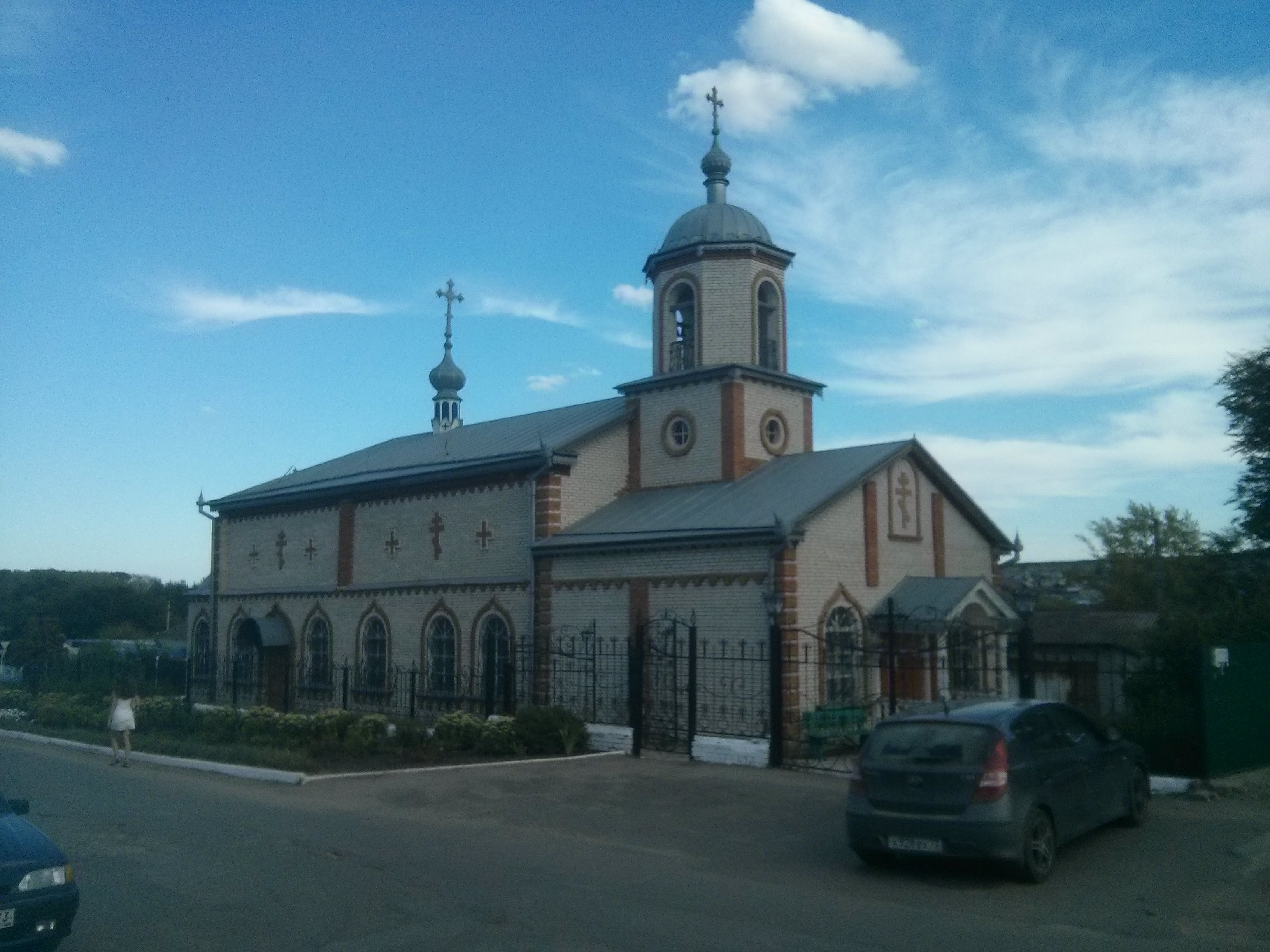
Vue de l'église Saint-Nicolas.
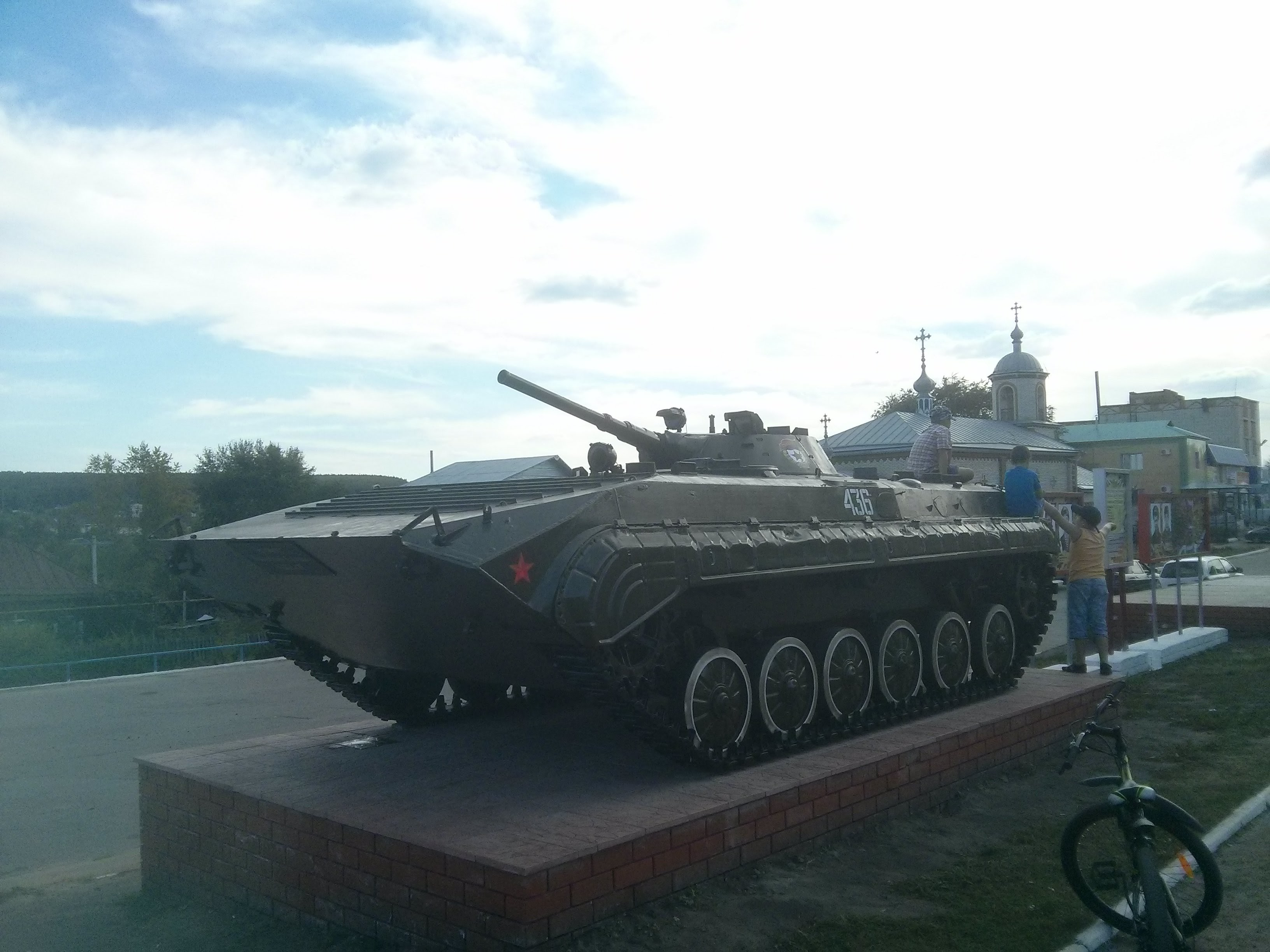
Monument du BMP-1 à Nikolaïevka.
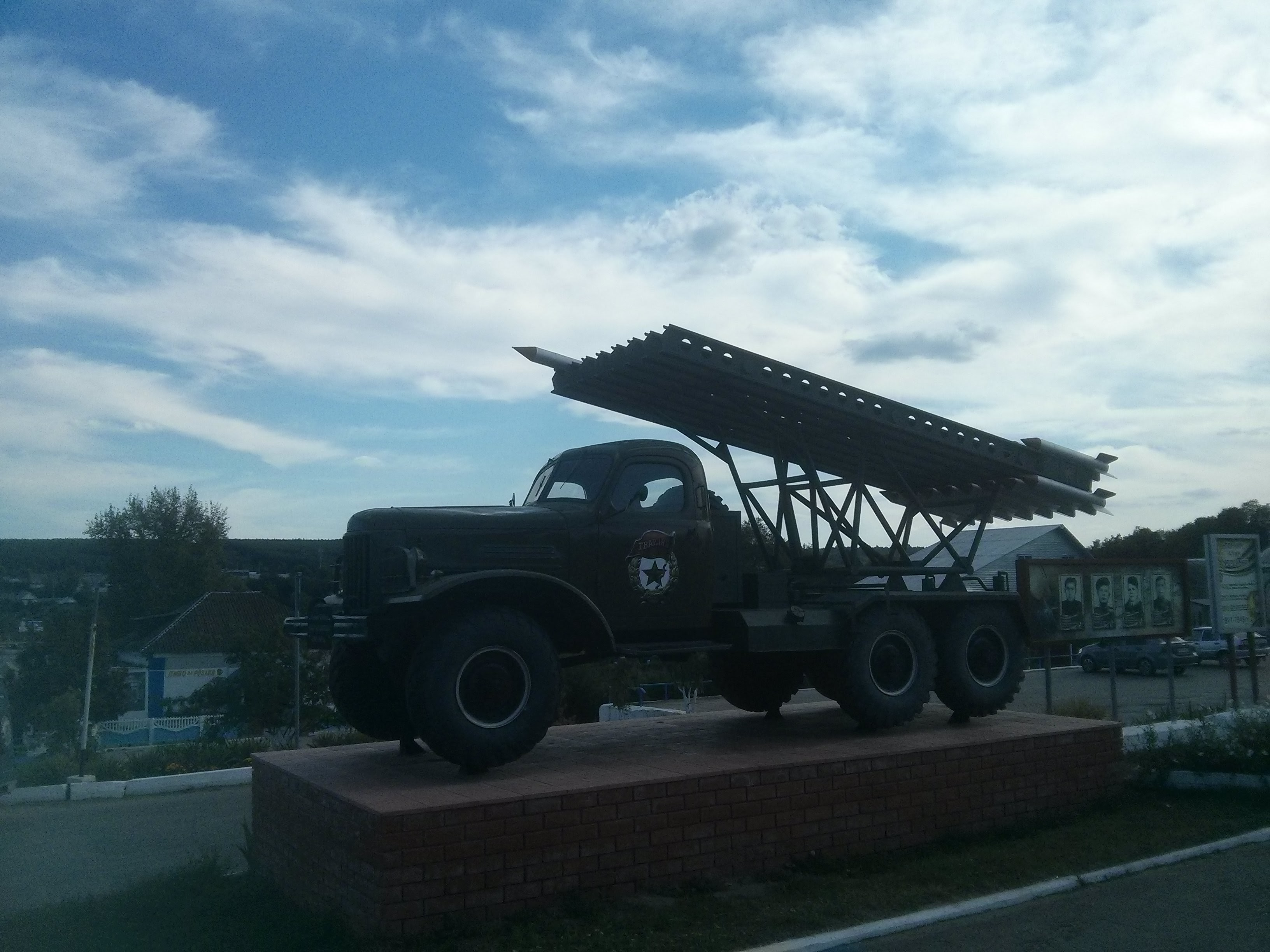
Monument du BMP-13 à Nikolaïevka.
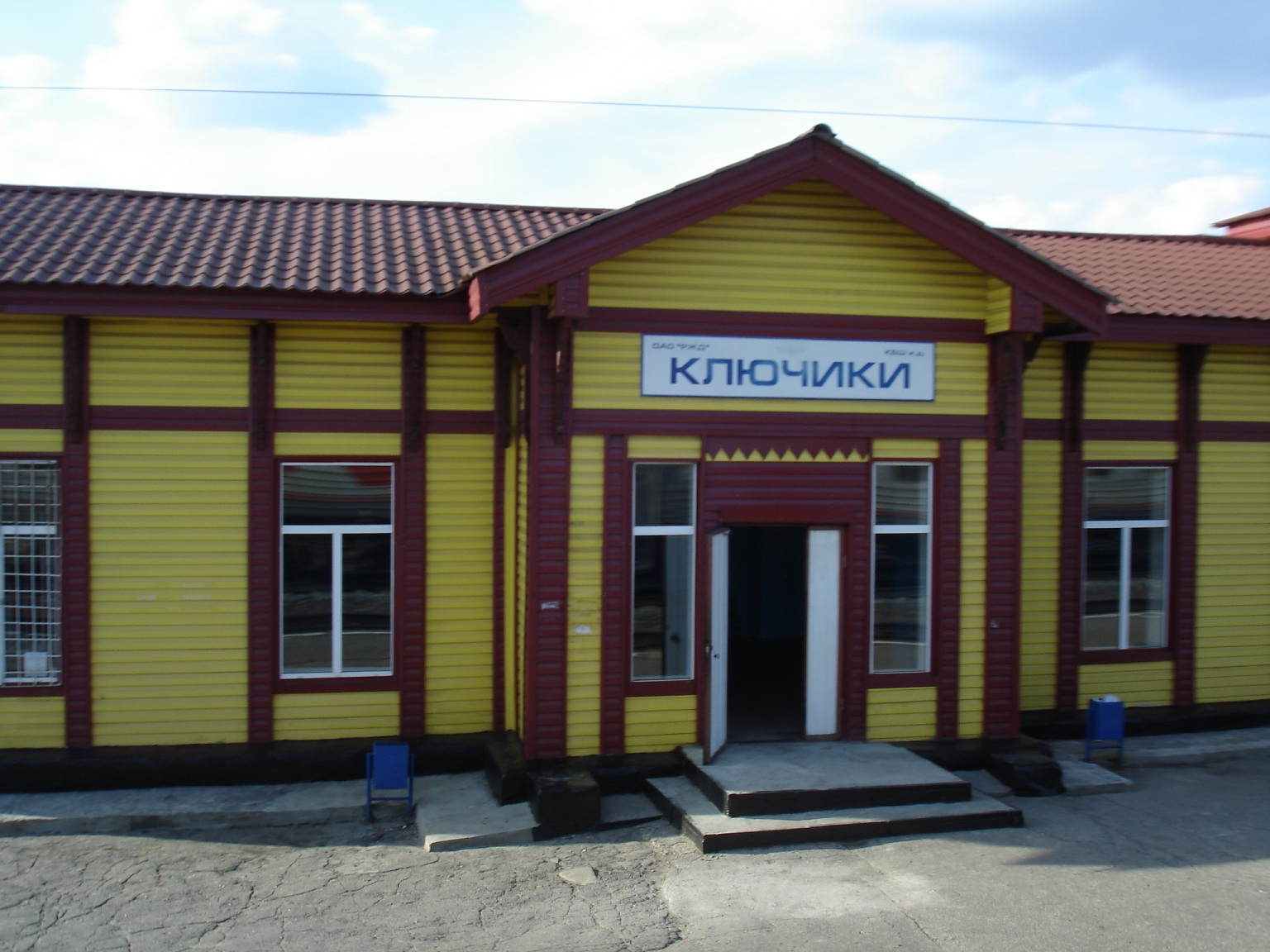
La gare de Klioutchiki à Nikolaïevka.
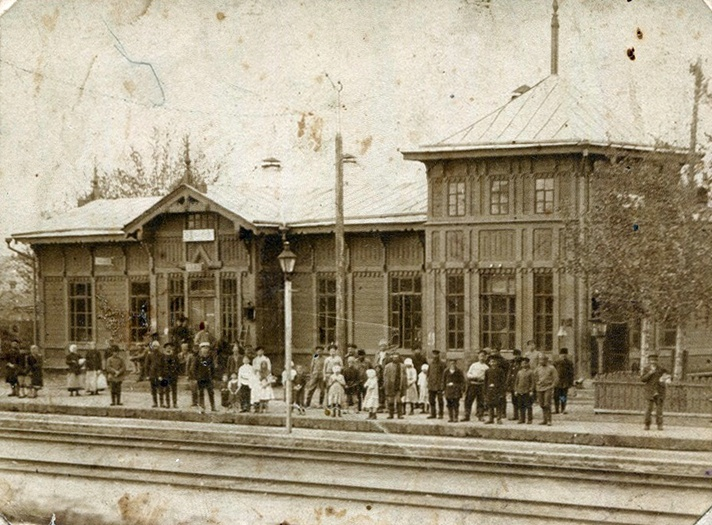
La gare de Klioutchiki en 1917.
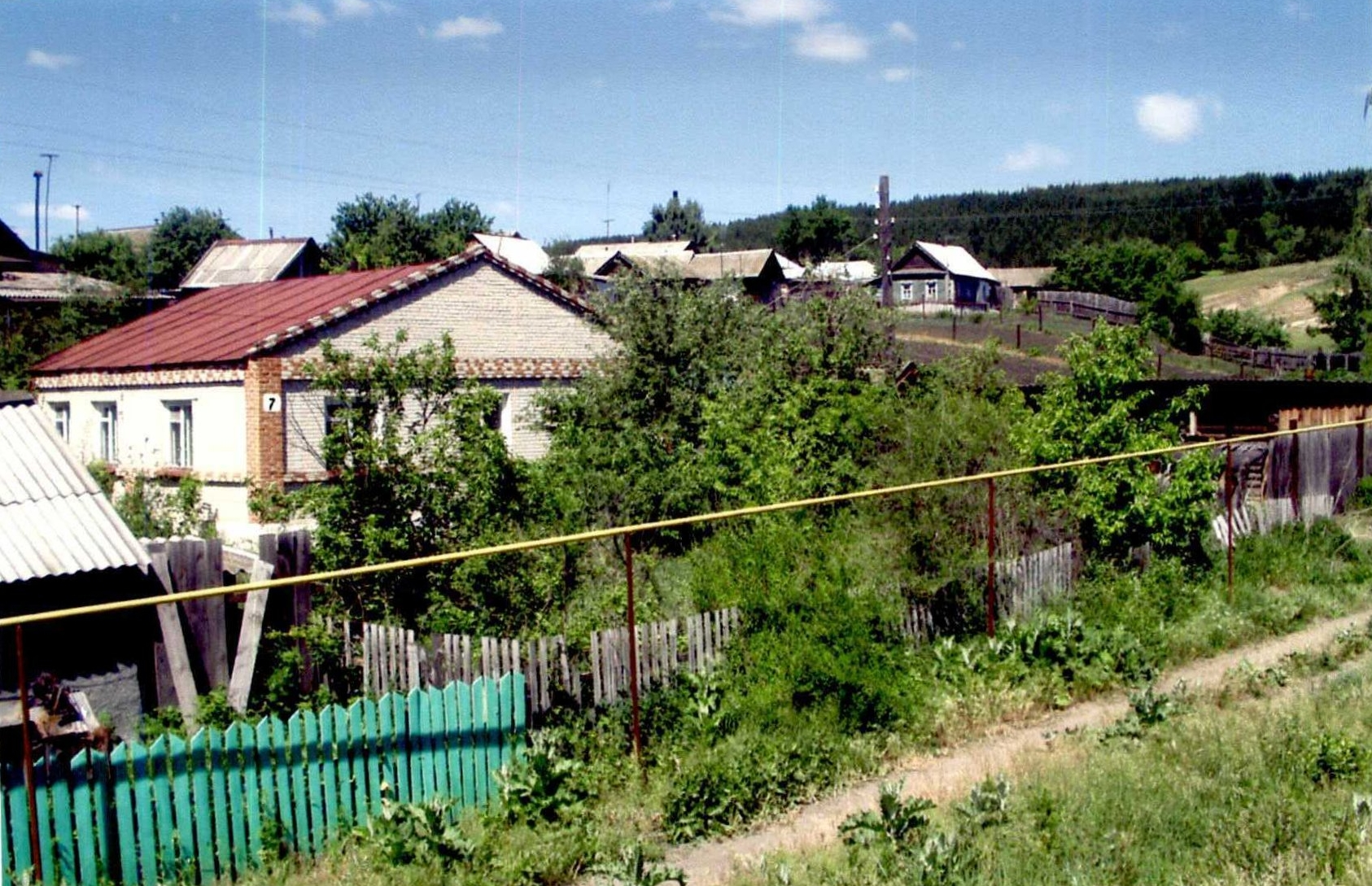
Une ruelle à Nikolaïevka.